# 光墨弘
光墨 弘（みつずみ ひろし、1909年-1977年）は、日本の写真家。光画、NIPPON、FRONT、写真週報などに写真を掲載した、報道写真系統の写真家である。

## 経歴
初期の経歴は、資料がなく不明。
1931年、野々宮写真館の助手となり、野島康三に師事する
1935年、日本工房に入る。NIPPONにその写真作品が掲載される。
1938年11月8日から12日にかけて日本橋小西六ホールにて開催された「12回野々宮展」に写真作品1点を出品している（渋谷区立松濤美術館の「生誕120年 野島康三−肖像の核心展」（2009年）出品の案内より）。
1938年には、土門拳、藤本四八、濱谷浩、田村茂、林忠彦、杉山吉良、加藤恭平 (写真家)、梅本忠男らとともに青年報道写真研究会を結成した。
1941年には、渡辺義雄、菊池俊吉、濱谷浩、渡辺勉、大木実、林重男、薗部澄らとともに東方社に参画。『FRONT』掲載の写真を撮影するなどの活動を行った。
1941年11月、陸軍徴用を受ける。開戦後、マライ方面航空作戦に、航空部隊付報道班員を命ぜられる。1942年12月、帰還。その間に撮影した写真の一部が、下記「南方報道写真集マライ」にまとめられている。
その他、光画、写真週報にもその写真作品が掲載されている。
なお、太田英茂とも関係があり、『広告はわが生涯の仕事に非ず ―― 昭和宣伝広告の先駆者・太田英茂 ――』（多川精一・岩波書店・2003年）に掲載された「太田英茂の再上京を歓迎する会に集まった弟子たち（1951年3月）」という写真には、光墨弘も写っている（岩波書店のページ）。弟子だったといえる可能性もある。
光墨弘についてのまとまった展覧会や文献は、2011年現在存在しない。

## 著書
- 南方報道写真集マライ（光墨弘著・東亜文化書房・1944年6月15日印刷、8月30日発行）：国立国会図書館に所蔵されている
  - 光墨弘の写真作品以外に、大林清執筆の「陸鷲に従えて」、光墨弘本人執筆の「あとがき」が掲載されている。
  - 東亜文化書房の住所：東京都淀橋区戸塚町三ノ九三四
  - 売価（税込）八円五十銭